# Kitchener's army
Na het uitbreken van wat later bekend zou worden als de Eerste Wereldoorlog adviseerde de toenmalige Britse Minister van Oorlog Horatio Kitchener,
Lord Kitchener of Khartoum, een vrijwilligersleger te formeren met
een sterkte van een miljoen soldaten. Officieel werd dit de "New
Army" (het nieuwe leger) genoemd maar het werd ook vaak aangeduid
als Kitchener's Army.
De formatie van Kitchener's Army was een belangrijke stap in de
Britse geschiedenis. Voor het eerste maakte het land zich op om
een massale landmacht op de been te brengen om de andere
belangrijke landen van Europa te bevechten. De Royal Navy (de
marine) speelde slechts een ondergeschikte rol.

## Oorsprong
In tegenstelling tot de algemene verwachting van het Britse kabinet dat de oorlog met Kerstmis 1914 voorbij zou zijn, voorspelde Kitchener een langdurige bloedige oorlog. Hij dacht dat een goed
getimede inzet van een groot aantal goed getrainde en geleide divisies een doorslaggevende klap kon toebrengen aan de tegenstanders van de Britten. Kitchener wist alle tegenstand tegen zijn plan te overwinnen en ook te voorkomen dat de plannen afgezwakt werden.

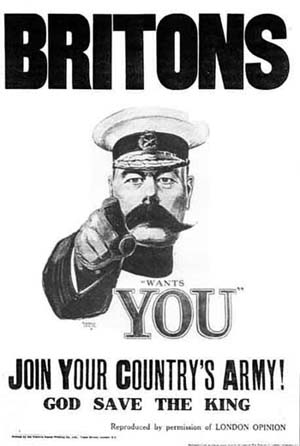
Rekruteringsposter

## Rekrutering
Alle zes de legers werden compleet gevuld met vrijwilligers. Door
het grote aantal rekruten dat wilde intekenen ontstonden er bij
een aantal kantoren lange rijen, soms met een lengte van meer dan
anderhalve kilometer. Er waren veel problemen om de soldaten te
voorzien van uitrusting en onderdak. De overheid voegde in hoog
tempo nieuwe rekruteringsbureaus toe om de inschrijfproblemen op
te lossen en in hoog tempo werden tijdelijke trainingskampen uit
de grond gestampt.

## Training
In theorie werd een rekruut die net was aangenomen eerst naar een
regimentsdepot gestuurd waar hij zijn uitrusting en een
introductie in legerdiscipline kreeg, voordat hij naar de
centrale trainingskampen werd gestuurd om zich bij zijn
bataljon te voegen. In de praktijk had geen van de
regimenten de benodigde voorraden van materieel, noch genoeg
mankracht om de vloed van rekruten te trainen. Daarom werden de
mannen getraind terwijl zij nog hun eigen kleren en schoenen
droegen. Om dit probleem te verminderen werden oude uniformen
uitgedeeld, waaronder ook de rode jassen uit de Eerste Boerenoorlog.
Sommige regimenten kochten hun eigen uniformen en laarzen met geld
dat was opgehaald in collectes. Veel regimenten kregen ook blauwe
nooduniformen, die bekendstonden onder de naam Kitchener Blue.

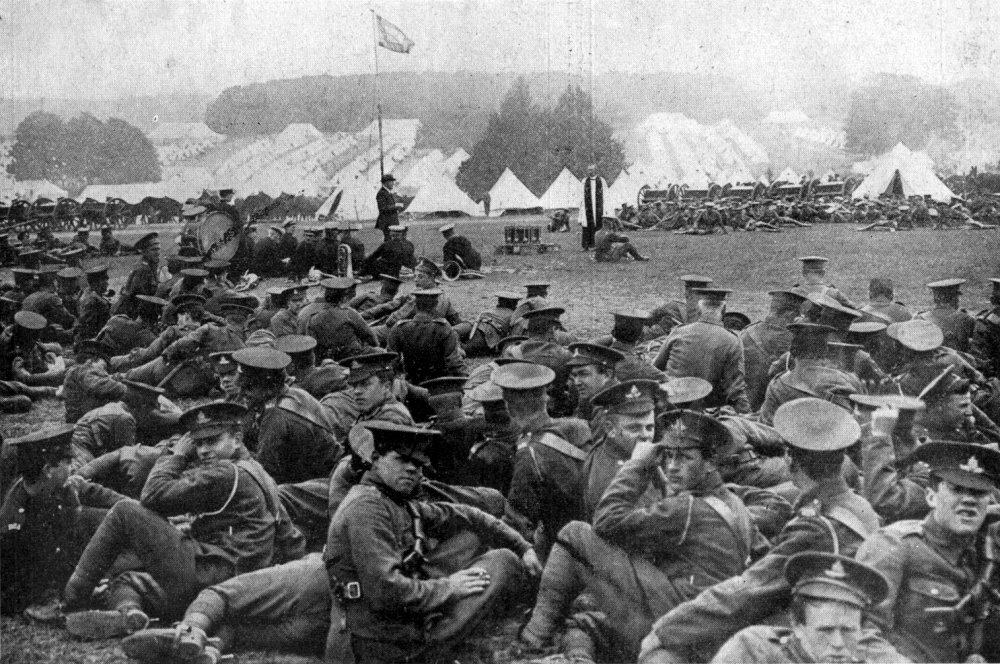
Een kerkdienst van de Church of England bij het kamp van 10th (Irish) Division nabij Basingstoke in 1915

Om de soldaten in staat te stellen om te laten zien tot welke
eenheid zij behoorden droegen ze regiments- en onderdeelbadges. De
regimenten hadden een gebrek aan officieren om de soldaten te
trainen. De overheid riep reserve-eenheden op en alle officieren van
het Brits-Indisch leger dat op verlof was in Groot-Brittannië
gedurende deze periode.
Ook wapens vormden een probleem, er was geen artillerie meer
achtergelaten in Brittannië om de nieuwe artilleriebataljons mee
te trainen. De meeste regimenten moesten oefenen met verouderde
geweren of houten nepwapens. In begin 1915 waren de meeste van
deze problemen opgelost.